# Fifth Army (Vereinigtes Königreich)
Die Fifth Army (deutsch 5. Armee) war eine Feldarmee der British Army, die im Ersten Weltkrieg kämpfte. Die 5. Armee ging im Oktober 1916 aus der seit Mai dieses Jahres bestehenden Reservearmee (Reserve Army) hervor und wurde zumeist an der Somme eingesetzt.

## Geschichte

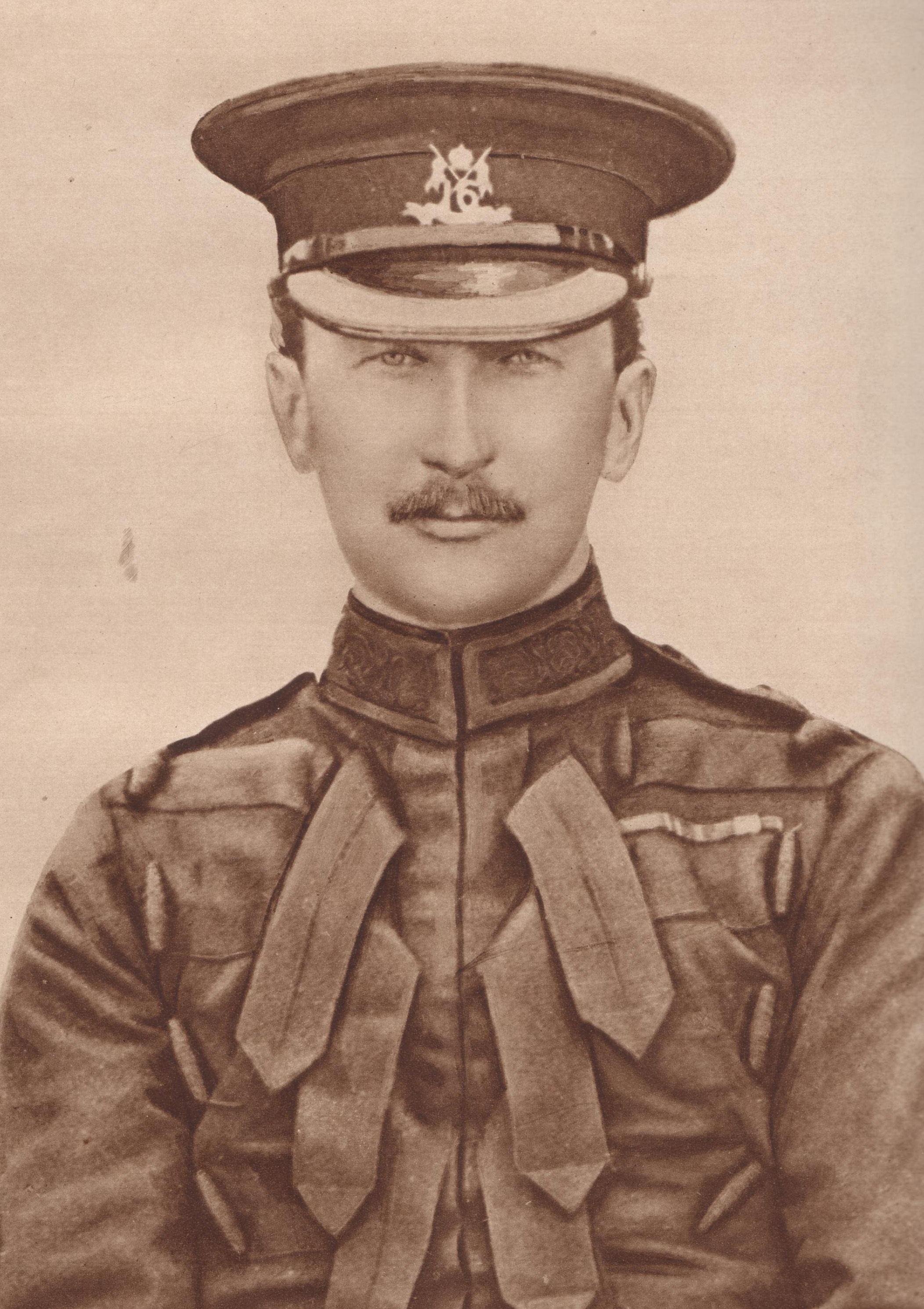
Sir Hubert Gough, etwa 1905

### 1916
Im Mai 1916 erhielt General Hubert Gough den Befehl über die neuaufgestellte Reservearmee, die während der Schlacht an der Somme im Juli 1916 zur Unterstützung der 4. Armee einen Teil der Front übernahm. Am 4. Juli übernahm die bereitgestellte Reservearmee das Kommando über den Abschnitt des VIII. and X. Korps zwischen Beaumont und Thiepval, am nördlichen Flügel schloss der Befehlsbereich der 3. Armee an.
Operatives Ziel war der Durchbruch der gegnerischen Front in Richtung auf Bapaume. Ende Juli wurde der Reservearmee das I. ANZAC Corps und das II. Korps der 4. Armee vorübergehend zugewiesen, um die Angriffe im Raum Pozieres zu unterstützen. Zwischen 26. und 28. September führte die Armee starke Angriffe bei Thiepval, die Durchbruchsversuche wurden dabei vom zugewiesenen Kanadischen Korps sowie dem britischen II. und V. Corps getragen.

### Umbenennung
Am 29. Oktober 1916 wurde die Reservearmee in 5. Armee umbenannt und in der Schlussphase der Schlacht an der Somme am nördlichen Abschnitt eingesetzt. In der Schlacht an der Ancre (13. bis 18. November) bereitete der Armeeführer General Gough an der Linie östlich Gommecourt, bei Beaumont-Hamel und bei Hébuterne den Großangriff vor. Gegen die deutsche Gruppe Fuchs griffen die Engländer mit sieben Divisionen zwischen Hebuterne und Courcelette an. Das V. Corps (E. Fanshawe) führte mit der 3., 2. und 51. Division den Hauptangriff gegen die deutsche Verteidigung nördlich der Ancre; südlich des Flusses hatte das II. Corps (Claud Jacob) mit der 39., 18. und 19. Division über die bereits gesicherte Schwaben Redoute nach St. Pierre Divion anzugreifen. Es gelang den umfassend angreifenden Engländern, die Front der deutschen 12. Division bei Beaumont-Hamel und den Abschnitt der 38. Division bei St. Pierre zu überrennen. In zweitägigen Kämpfen gingen die Briten über Beaucourt hinaus bis dicht an Grandcourt heran und konnten 5000 Gefangene einbringen.

### 1917
Im Frühjahr 1917 führte die 5. Armee Unterstützungsangriffe während der Schlacht von Arras aus. Der am 10. und 11. April im Süden angesetzte Flankenangriff des nördlichen Armeeflügels bei Bullecourt scheiterte. Der von Tanks begleitete Angriff des V Corps mit der 62. Division und 4. australischen Division scheiterte vor den noch unzerstörten Stacheldrahthindernissen der deutschen 27. Division.
Am 31. Juli 1917 leitete der Angriff der 5. Armee die Dritte Flandernschlacht ein.
Nach tagelangem Artilleriebeschuss begann die 5. Armee anfangs mit 18 Divisionen ihre Angriffe, die französischen 1. Armee (General Anthoine) unterstützte im Norden mit drei Divisionen im Raum Dixmuide. General Gough setzte für den Hauptstoß zwischen Boezinge und Zillebeke neun Divisionen ein.
- Im Norden griffen das XIV. (38. und Guards Division) und XVIII. Corps (51. und 39. Division) der Generale Lord Cavan und Maxse gegen St. Julien an.
- In der Mitte stürmten das XIX. (55. und 15. Division) und II. Corps (8., 18. und 24. Division) gegen Frezenberg und das Plateau westlich vor Gheluvelt.

Die südlicher anschließende englische 2. Armee unter General Plumer begleitete den Angriff mit zwei Divisionen seiner Nordgruppe (X. und IX. Korps) in Richtung auf Zandvoorde.

### 1918
Im Zuge der deutschen Frühjahrsoffensive 1918 („Operation Michael“) wurde die 5. Armee in der Schlacht südlich St. Quentin durch die deutsche 18. Armee schwer geschlagen. Die 5. Armee (etwa 175.000 Mann) verteidigte die Linie von Gouzeaucourt bis südlich von Barisis auf etwa 70 Kilometer Front. Über 15 Kilometer dieser Front zwischen Amigny-Rouy und Alaincourt waren durch die Oise und den Oise-Kanal geschützt. Die durchschnittliche Frontlänge jeder Division betrug 6750 Meter. Am Nordflügel verteidigten das VII. und XIX. Corps, die Mitte wurde vom XVII. Corps gehalten, am Südflügel hielt das III. Corps die Verbindung zur französischen Heeresgruppe Fayolle. Die Armee wurde schwer geschlagen und zeitweise zu einem Reservehauptquartier degradiert.
Am 21. März 1918 verfügte die Armee über 12 Infanterie- und 3 Kavallerie-Divisionen, 1650 Geschütze, 119 Tanks und 357 Flugzeuge:
VII. Corps (Lieutenant-General Sir Walter Congreve)
- 9. Division (Major-General Henry Hugh Tudor)
- 21. Division (Major-General Arthur Crawford Daly)
- 39. Division (Major-General E. Feltham)
- 16. Division (Major-General Charles Patrick Amyatt Hull)

XIX. Corps (Lieutenant-General Herbert Watts)
- 66. Division (Major-General Neill Malcolm)
- 24. Division (Major General David Graham Campbell)
- 8. Division (Major-General William Charles Heneker)
- 50. Division (Brigade-General Arthur Stockley)

Cavalry Corps (Lieutenant-General Charles Kavanagh)
- 2. Kavallerie-Division (Brigadier-General Thomas Tait Pitman)
- 3. Kavallerie-Division (Brigadier-General Anthony Ernest Wentworth Harman)
- 1. Kavallerie-Division (Major-General Richard Lucas Mullens)

XVIII. Corps (Lieutenant-General Ivor Maxse)
- 61. Division (Major-General Colin John Mackenzie)
- 20. Division (Major-General William Douglas Smith)
- 30. Division (Major-General Weir de Lancey Williams)
- 36. Division (Major-General Oliver Stewart Nugent)

III. Corps (Lieutenant-General Richard Butler)
- 14. Division (Major-General Victor Arthur Couper)
- 18. Division (Major-General Richard Phillips Lee)
- 58. Division (Major-General Albemarle Bertie Edward Cator)

Der 5. Armee unter General Birdwood unterstanden während der Hunderttageoffensive zeitweise das I. Anzac-Korps, eine portugiesische und die zwei irischen Divisionen.

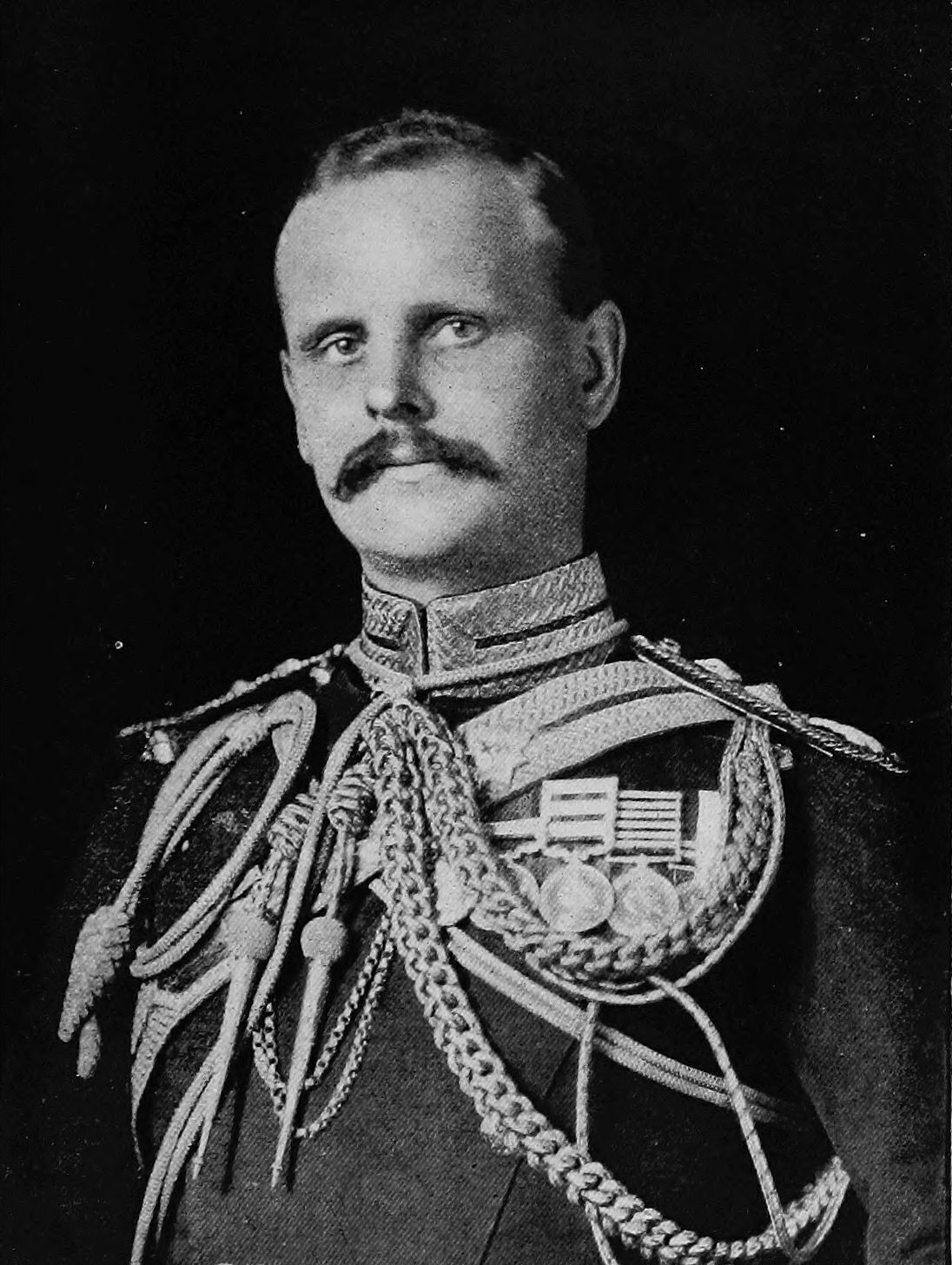
General William Birdwood

Die 5. Armee befreite im Oktober 1918 Lille und erreichte am Tag des Waffenstillstandes (11. November 1918) den Raum Lessines, östlich von Ath.
XI. Corps (Generalleutnant Richard Haking)
- 59. Division (Major General Nevill Maskelyne Smyth)
- 47. Division (Major General George Frederick Gorringe)
- 57. Division (Major General Reginald Walter Ralph Barnes)

III. Corps (Generalleutnant Richard Butler)
- 74. Division (Major General Eric Stanley Girdwood)
- 55. Division (Major General Hugh Sandham Jeudwine)

I. Corps (Generalleutnant Arthur Holland)
- 15. Division (Major General Hamilton Lyster Reed)
- 16. Division (Major General William Bernard Hickie)
- 58. Division (Major General Frank William Ramsey)

Cavalry-Corps (General Charles Kavannagh)

## Befehlshaber
- Generalleutnant Sir Hubert Gough (Oktober 1916 bis März 1918)
- Generalleutnant Sir William Peyton (März bis Mai 1918)
- General Sir William Birdwood (Mai 1918 bis Kriegsende)